# Terrier escocés
El terrier escocés (en inglés: Scottish Terrier, también conocido como Aberdeen Terrier a comienzos del siglo XVIII y popularmente Scottie) es una raza de perro originaria de Escocia perteneciente a la familia de los terriers. Su tamaño y forma se establecieron alrededor de 1890.

## Historia
Inicialmente fue una de las razas de las tierras altas escocesas que se agruparon bajo el nombre de "Skye Terriers", siendo una de las cinco razas de terrier que se originaron en Escocia; las otras cuatro son el Skye, Cairn, Dandie Dinmont y West Highland White Terrier. La agrupación inicial de varios de los highland terriers —incluido el Scottie— bajo el nombre genérico de "Terriers de Skye" causa cierta confusión en el linaje de la raza.
Hay desacuerdo sobre si los terriers de Skye mencionados en los primeros registros del siglo XVI en realidad son descendientes de los precursores del Scottie o viceversa. Es cierto, sin embargo, que la raza del Scottie y del Westie están estrechamente relacionadas en sus antepasados originarios de la región Blackmount de Perthshire y el Moor de Rannoch. Los Scotties fueron criados para cazar y matar animales en las granjas, como roedores, o cazar tejónes y zorros en las Tierras Altas de Escocia.
El origen real de una raza tan antigua como el terrier escocés es oscuro y falto de documentación o papeles. Los primeros registros escritos acerca de un perro con descripción similar a la del terrier escocés datan de 1436, cuando Don Leslie lo describió en su libro "La historia de Escocia 1436-1561". Doscientos años más tarde, Sir Joshua Reynolds retrató una joven acariciando un perro de apariencia similar a la del terrier escocés moderno. El rey Jacobo VI de Escocia fue una figura histórica importante en la historia del terrier escocés. En el siglo XVII, cuando el rey Jacobo VI se convirtió en Jacobo I de Inglaterra, envió como regalo seis terriers —que se consideran los precursores del terrier escocés— a un monarca francés. Su amor y adoración por la raza aumentó su popularidad en todo el mundo.
Después del siglo XIX varios escritores del mundo canino parecen coincidir en que había dos tipos de terrier existentes en Gran Bretaña en ese momento: uno con capa de pelo duro, llamado terrier escocés, y otro con capa de pelo liso, llamado terrier inglés.
Thomas Brown, en sus "Apuntes biológicos y anécdotas auténticas de perros" (1829), afirma que «el terrier escocés es sin duda el más puro desde el aspecto de la raza y el inglés (liso) parece haber sido producido por un cruce con él.» Brown pasó a describir el terrier escocés como «bajo en estatura, con un cuerpo fuerte musculoso, patas cortas y gruesas, una cabeza grande en proporción al cuerpo» y que era «generalmente de color arena o negro con un pelo duro, enredado y largo.» Aunque el terrier escocés descrito ahí es más genérico que el específico de la raza, sostiene la existencia de un pequeño terrier con pelo duro, áspero, desarrollado para la caza menor en las Tierras Altas de Escocia durante el siglo XIX. Una descripción que comparte características con lo que una vez fue conocido como el terrier de Aberdeen y es hoy en día conocido como el terrier escocés. Además, las pinturas de Sir Edwin Landseer y una litografía de 1835 titulada "Terriers escoceses trabajando en las cordilleras de las Tierras Altas del Oeste" ambos representan tipos de Scottie muy similares a los descritos en los primeros estándares que existieron acerca del terrier escocés.
A menudo se escribe que el terrier escocés de hoy en día proviene de una sola perra, Splinter II, y dos sementales. En su libro, "The New Scottish Terrier", Cindy Cooke se refiere a Splinter II como «La matrona fundacional del terrier escocés moderno.» Cooke continúa diciendo: «Por alguna razón, los primeros criadores de esta línea solo criaron en esta perra con la virtual exclusión de todos los demás. Cuando fue apareada con Tartan, produjo a Worry, la madre de cuatro campeones. Rambler, su hijo con Bonaccord, engendró la base fundacional de dos sementales de la raza.» Los campeones de exposición en ambos lados del Atlántico descienden de Splinter y sus sementales también.

### Reconocimiento del estándar
En 1881, se fundó el Scottish Terrier Club of England, siendo el primer club dedicado a la raza. El secretario del club, H.J. Ludlow, es en gran medida responsable de la popularización de la raza en el sur de Gran Bretaña. El Scottish Terrier Club of Scotland no se fundó hasta 1888, siete años después del club de inglés. Después de la formación de los clubes ingleses y escoceses siguieron varios años de desacuerdos en cuanto al estándar oficial de la raza. El problema fue resuelto finalmente por una revisión a la normativa en 1930, que se basaba en cuatro perros exponentes. Estos cuatro perros y su descendencia modificaron el aspecto del Scottie, particularmente en la longitud de la cabeza, la cercanía a la tierra y la perpendicularidad del cuerpo. Su éxito posterior en las exposiciones caninas condujo a que se convirtiera en una raza muy buscada por el público y criadores británicos. Como tal, el estándar modificado revolucionó por completo a la raza. Esta nueva normativa fue reconocida posteriormente por el Kennel Club del Reino Unido alrededor de 1930.

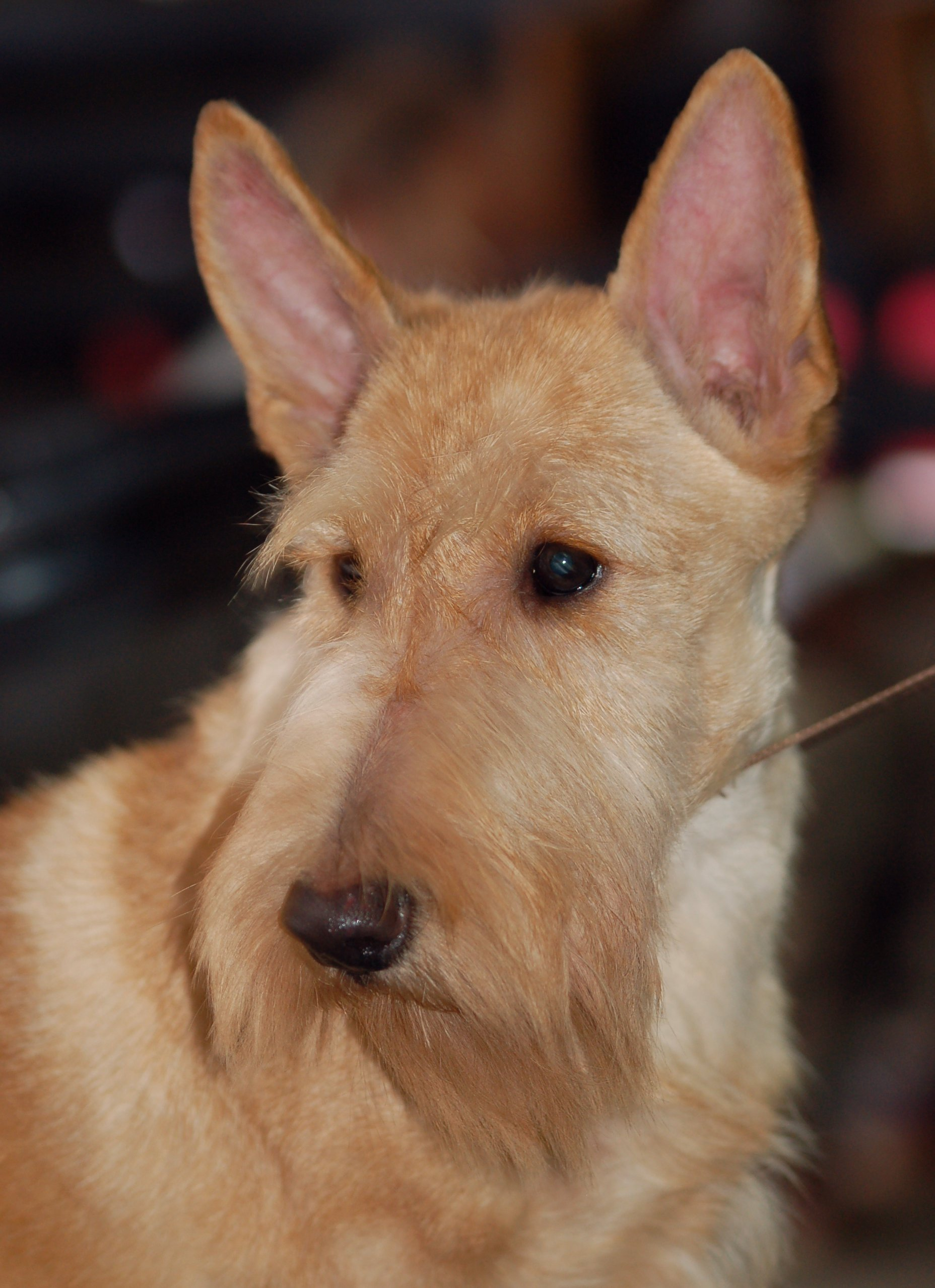
El color trigo o arena es un color aceptado —aunque poco visto— en el Scottie. Obsérvese el característico hocico largo de la raza.

## Descripción
Como la mayoría de los terriers son «cavadores naturales», cuyo nombre deriva de la misma raíz que terre en francés para decir "tierra". Los Scotties fueron criados originalmente para buscar tejones en las montañas de Escocia. También los criaron con las colas fuertes de modo que sus dueños pudieran tirar de ellas para sacar a sus perros de los agujeros cavados.
El terrier escocés, o scottie, es un terrier pequeño pero resistente. Son rápidos y tienen un cuerpo bastante musculoso, lo que los convierte en perros extremadamente pesados para el tamaño que tienen. Existen diferentes variedades de color de pelo como el negro, trigo (en diferentes tonalidades) y el brindle (atigrado); cabe resaltar que los Scottish Terrier de color brindle presentan el pelo más duro.
Una de sus características más llamativas es la gran longitud de su hocico en comparación con el tamaño de su rostro. Este hecho le confiere una mandíbula poderosa, y es muy normal que los cachorros, que no presentan esa característica de forma acusada, se quejen cuando comience su rápido desarrollo hacia el hocico adulto. Su silueta más característica resulta cuando está concentrado o alerta y mantiene el pecho hacia adelante y el rabo completamente estirado hacia arriba.

### Temperamento
Los Scotties son territoriales, ágiles, alertas, rápidos y decididos, tal vez incluso más que otras razas terrier. La raza es conocida por ser independiente, segura de sí misma, juguetona e inteligente. Se dice que en el siglo XIX el cuarto Conde de Dumbarton apodó a los Scotties como los "diehard" por su naturaleza agreste y determinación sin fin. El conde tenía un grupo de terriers escoceses, famosos por lo valientes que eran, que todos ellos fueron nombrados "diehards". Se supone que la actitud de los perros inspiraron el nombre de su regimiento, los Royal Scots, Dumbarton’s "Diehards".
Los Scotties se describen como muy cariñosos, pero también se les ha calificado como muy tercos. A veces se describen como una raza que guarda su distancia o reservada, aunque se ha observado que tienden a ser muy fieles a su familia y que crean un vínculo muy estrecho con una o dos personas en especial a lo largo de su vida.
Se ha sugerido que debido a su tendencia a ladrar sólo cuando sea necesario y porque es típicamente reservado con extraños, se puede entrenar para hacer un buen perro guardián o alarma. Pueden ser algo temerarios, lo que lleva a que puedan ser agresivos con otros perros, por lo que es importante que se les socialice desde una edad temprana. No debe olvidarse que los Scotties fueron criados para cazar y perseguir tejones. Por lo tanto, serán propensos a cavar agujeros o perseguir pequeños animales, tales como ardillas, ratas y ratones.

## Salud
Se han observado en la raza dos problemas de salud de tipo genético, la enfermedad de von Willebrand (VWD) y osteopatía craneomandibular (CMO). A veces se ve calambre del Scottie, luxación patelar y abiotrofia cerebelosa, así como afecciones oculares comunes encontradas en varias de las razas caninas, tales como cataratas y glaucoma que pueden aparecer en Scotties a medida que envejecen. No hay condiciones específicas de la piel que padezca la raza, pero pueden verse afectados por afecciones comunes en todos los perros, tales como parásitos y sarna.
Los Scotties tienen una esperanza de vida típicamente de 11 a 13 años.

### Osteopatía craneomandibular
También conocida como "mandíbula de león", "mandíbula del Westy" o "mandíbula del Scotty", la afección denominada osteopatía craneomandibular es causada por un crecimiento excesivo del hueso en la mandíbula inferior, lo cual suele ocurrir entre los cuatro y siete meses de edad. Al igual que con el calambre del Scottie, es un trastorno autosómico recesivo hereditario y puede causar molestias al perro cuando trata de masticar. La progresión de la enfermedad por lo general se ralentiza de los once hasta los trece meses de edad, y a veces es seguida de una lenta regresión parcial o completa. Esta condición también ha sido detectada en otras razas de perros, como el West Highland White Terrier, Cairn Terrier y Boston Terrier, así como en algunas razas más grandes como el Bullmastiff.

### Enfermedad de von Willebrand
La enfermedad de von Willebrand es un trastorno hemorrágico hereditario encontrado en perros y humanos. Es causada por la falta del factor de von Willebrand, que desempeña un papel en el proceso de coagulación de la sangre. Esto puede causar alteración de la función plaquetaria y tiempos prolongados de sangrado. Los perros afectados pueden ser propensos a hemorragias nasales y aumento del sangrado después de un trauma o cirugía. Hay tres tipos de esta enfermedad, siendo el Tipo I el más común, mientras que el tipo II y III son menos frecuentes, pero más graves. El tipo I de la enfermedad de von Willebrand es relativamente común en el terrier escocés.
El tipo I está más generalizado en el Doberman Pinscher, aunque es común en el Shetland Sheepdog y el terrier escocés. La condición aparece en varias de las razas de perros, en cierta medida, pero las razas que tienen un mayor riesgo incluyen al Golden Retriever, Pastor Alemán, Basset Hound y Manchester Terrier.

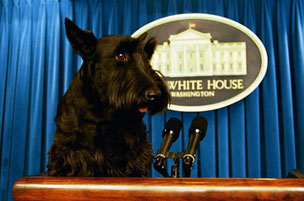
Barney, el terrier escocés perteneciente al expresidente George W. Bush, en el estrado presidencial.

## Scotties famosos en la cultura popular
El terrier escocés es la única raza de perro que ha vivido en la Casa Blanca más de tres veces. El Presidente Franklin D. Roosevelt era conocido por ser el dueño de un Scottie llamado Fala, que fue un regalo de su prima lejana, Margaret Stuckley. Roosevelt amaba tanto a Fala que casi nunca iba a ninguna parte sin él. También tuvo varios Scotties antes de Fala, entre ellos uno llamado Duffy y otro llamado Mr. Duffy. Su esposa, Eleanor Roosevelt, tenía un terrier escocés llamado Meggie cuando la familia entró a la Casa Blanca en 1933.
Más recientemente, el presidente George W. Bush ha sido propietario de dos terriers escoceses negros, Barney y Miss Beazley. Barney actuó en nueve películas producidas por la Casa Blanca, incluyendo  Barney Cam VII: Una roja, blanca y azul Navidad.
Otros personajes famosos que se sabe tuvieron Scotties son: la Reina Victoria, Eva Braun, Dwight D. Eisenhower, Jacqueline Kennedy Onassis, Ed Whitfield, Rudyard Kipling y el fallecido presidente de Polonia, Lech Kaczynski. La actriz Tatum O'Neal tuvo un terrier escocés. Ella dijo que se puso tan triste por la muerte de su perro, debido al cáncer y la edad, que tuvo una recaída en las drogas.
El scottie es conocido asimismo por haber sido representando en el popular juego de mesa Monopoly, como ficha de jugador. Cuando el juego fue creado en la década de 1930, los Scotties eran una de las mascotas más populares en los Estados Unidos y uno de los símbolos más conocidos del juego Monopoly, según Matt Collins, vicepresidente de marketing para Hasbro.
El scottie negro llamada Dulcinea en la novela bilingüe puertorriqueña titulada Yo-Yo Boing!, escrita por Giannina Braschi. O el terrier escocés protagonista de la novela mexicana "De Casta", escrita por Carlos Rivera.